# Ceradenia pruinosa
Ceradenia pruinosa là một loài dương xỉ trong họ Polypodiaceae. Loài này được Maxon L.E. Bishop mô tả khoa học đầu tiên năm 1988.